# Night (Firma)
Night Inc. ist ein amerikanisches Unternehmen für digitales Talentmanagement, das 2015 von Reed Duchscher gegründet wurde. Über seine Talentmanagement-Sparte Night Media betreut das Unternehmen derzeit digitale Kreative, darunter Kai Cenat, Hasan Piker, ZHC, The Costco Guys, Cold Ones (Maxmoefoe & Anything4views) und Safiya Nygaard. Von 2018 bis 2024 war die Firma zudem für das Management von MrBeast verantwortlich. Seit der Gründung hat sich das Unternehmen in Bereiche wie Risikokapitalinvestitionen (Night Capital), Originalprogrammierung (Night Studios) und Frühphaseninvestitionen (Night Ventures) ausgeweitet und führt weiterhin die ursprüngliche Talentmanagement-Sparte Night Media. Duchscher ist CEO, während Ezra Cooperstein, ein früher Mitarbeiter des mittlerweile aufgelösten Unternehmens Fullscreen und ehemaliger Präsident von Rooster Teeth, seit 2020 als Präsident fungiert.
Im Jahr 2021 startete das Unternehmen einen Investmentfonds in Höhe von 20 Millionen US-Dollar namens Night Ventures, der sich auf „verbrauchernahe Start-ups“ konzentriert, die anschließend Zugang zu den Talenten von Night Media erhalten können. Im Jahr 2022 gründete Night Inc. ein internes Studio zur Content-Produktion, das von Alex Piper, dem ehemaligen Leiter der Unscripted Originals bei YouTube, geleitet wird.
Ebenfalls im Jahr 2022 erhielt das Unternehmen zwei Investitionen von der Chernin Group. Eine Investition in Höhe von 100 Millionen US-Dollar wurde zur Gründung von Night Capital verwendet, einer von Duchscher ins Leben gerufenen Investmentfirma, die gemeinsam von Night und der Chernin Group betrieben wird. Ziel ist es, in Kreative zu investieren, die profitable Geschäftsmodelle aufbauen können, ähnlich wie MrBeast mit MrBeast Burger. Die Chernin Group tätigte zudem eine nicht offengelegte Investition in die Talentmanagement-Sparte des Unternehmens. Im April 2024 erwarb die Gruppe das Podcast-Netzwerk The Roost, das folgende Shows umfasst: This Past Weekend with Theo Von, The H3 Podcast, The Phil DeFranco Show und The Yard. Das Netzwerk von The Roost erzielte bis April 2024 über 350 Millionen Aufrufe und 20 Millionen monatliche Audio-Downloads.